# André Motte
André Motte (geboren 1936 in Pâturages) ist ein belgischer Philosophie- und Religionshistoriker.
André Motte studierte Klassische Philologie an der Universität Lüttich und erwarb 1958 das Lizenziat. Im Jahr 1967 folgte die Promotion in Philosophie. Die Universität Lüttich berief ihn 1986 auf den Lehrstuhl für Geschichte der antiken Philosophie und Moralphilosophie, den er bis zu einer Emeritierung innehatte.
André Motte ist Vizepräsident des Centre international d’étude de la religion grecque und Vorsitzender des international besetzten Redaktionskomitees der Zeitschrift Kernos. Zu seinen Forschungsschwerpunkten zählt das Verhältnis zwischen Religion und Philosophie insbesondere der griechischen Antike, wobei er herausstellt, dass zwischen den Erzählungen des Mythos und den Erklärungen der Philosophie kein erkenntnistheoretischer Bruch besteht.

## Veröffentlichungen (Auswahl)
- Prairies et jardins de la Grèce antique. De la religion à la philosophie. Académie Royale de Belgique, Brüssel 1973.
- L’expression du sacré dans la religion grecque. In: Julien Ries (Hrsg.): L’expression du sacré dans les grandes religions. Band 3. Centre d’histoire des religions, Louvain-la-Neuve 1986, S. 109–256.
- als Herausgeber mit Christian Rutten: Aristotelica. Mélanges offerts à Marcel De Corte. Ousia, Brüssel 1985.
- als Herausgeber mit François Jouan: Mythe et politique. Actes du colloque de Liège (septembre 1989). Belles Lettres, Paris 1990.
- als Herausgeber mit Joseph Denooz: Aristotelica secunda. Mélanges offerts à Christian Rutten. Centre d’études aristotéliciennes, Université de Liège, Lüttich 1996.
- als Herausgeber mit Christian Rutten: Aporia dans la philosophie grecque, des origines à Aristote. Peeters, Louvain-la-Neuve 2001.
- als Herausgeber mit Pierre Somville: Ousia dans la philosophie grecque des origines à Aristote. Peeters, Louvain-la-Neuve 2008.